# Itxassou
Itxassou (en euskera: Itsasu) es una localidad y comuna francesa situada en el departamento de Pirineos Atlánticos, en la región de Nueva Aquitania y el territorio histórico vascofrancés de Labort.

## Geografía
Situada a 4 km de Cambo y a orillas del río Nive, Itxassou se encuentra en las vías de acceso inmediato a las cumbres de los montes Artzamendi (926 m) y Mondarrain (750 m). Limita al norte con Cambo-les-Bains y Larressore, al oeste con Espelette y Ainhoa, y al este con Louhossoa y Bidarray.

## Leyendas
Según la tradición, una coz del caballo del caballero Roland, nieto de Carlomagno, partió en dos una roca del desfiladero formando un paso para el río Nive, en un lugar llamado el Paso de Roland.

## Historia
Alberga restos funerarios prehistóricos llamados crómlechs) en la cumbre de Mehatxe (716 m) sobre el monte Mondarrain. En su cima se encuentran las ruinas de un castillo perteneciente al rey de Navarra ocupado hasta el siglo XV.

## Heráldica
Cuartelado: 1º, en campo de oro, un león rampante, de oro, que coge con su garra derecha una flecha de gules, puesta en barra y punta arriba; medio cortado de azur, con una flor de lis de oro; 2º, la bandera de Euskal Herria, esto es: en campo de gules, un sotuer a todo trance, de sinople, y una cruz a todo trance, brochante sobre el todo; 3º, en campo de oro, dos ciruelas de su color natural, puestas en sotuer, y 4º, en campo de azur, un frontón de oro, terrasado de sinople, y sobre el todo un bastón de sable, puesto en barra.

## Demografía
| Gráfica de evolución demográfica de Itxassou entre 1800 y 2012 |
|                                                                |

Fuentes: Ldh/EHESS/Cassini e INSEE.

## Economía
Como otras comunas de la región, Itxassou es un centro de producción de quesos de oveja y de cría de pottokas. Sus cerezas son reputadas en las variedades xapata, beltza o peloa. La mermelada de cerezas negras de Itxassou acompaña a los platos preparados en base de queso de oveja que reciben el nombre de ardi gasna. Una feria anual de la cereza tiene lugar a principios del mes de junio. Así mismo se trata de una de las comunas productoras de la AOC Piment d'Espelette-Ezpeletako Biperra.